# إميل فراي
إميل فراي (بالألمانية: Emil Karl Frey) (و. 1888 – 1977 م) هو جراح، وأستاذ جامعي، من ألمانيا، ولد في كاوفبويرن، كان عضوًا في الحزب النازي، وكان عضوًا في الأكاديمية الألمانية للعلوم ليوبولدينا، توفي عن عمر يناهز 89 عاماً.

## مناصب وهيئات
أدار جامعة لودفيش ماكسيميليان في ميونخ.

## جوائز
حصل على جوائز منها:
- وسام الاستحقاق البافاري
- وسام الاستحقاق للفنون والعلوم
- وسام الاستحقاق (بروسيا).

## روابط خارجية
- إميل فراي على موقع مونزينجر (الألمانية)